# 1-Fenil-1,4-hexanodiol
1-Fenil-1,4-hexanodiol é o composto orgânico, um álcool aromático, de fórmula C12H18O2, de massa molecular 194,274 g/mol , classificado com o numero CAS 647028-16-8.